# システム艦

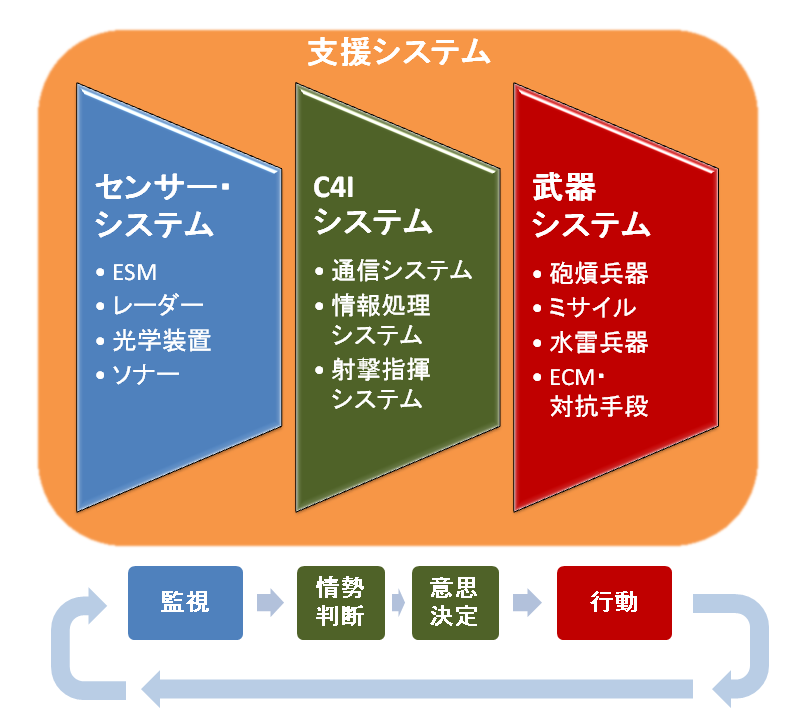
システム艦が搭載する各システムとOODAループの関連を表すシェーマ。

システム艦（Total Ship Systems Engineering, TSSE）とは、C4Iシステムを中核としたシステム・オブ・システムズとして軍艦を統合・構築する手法。また、その手法に基づいてシステム構築された軍艦。

## 概要

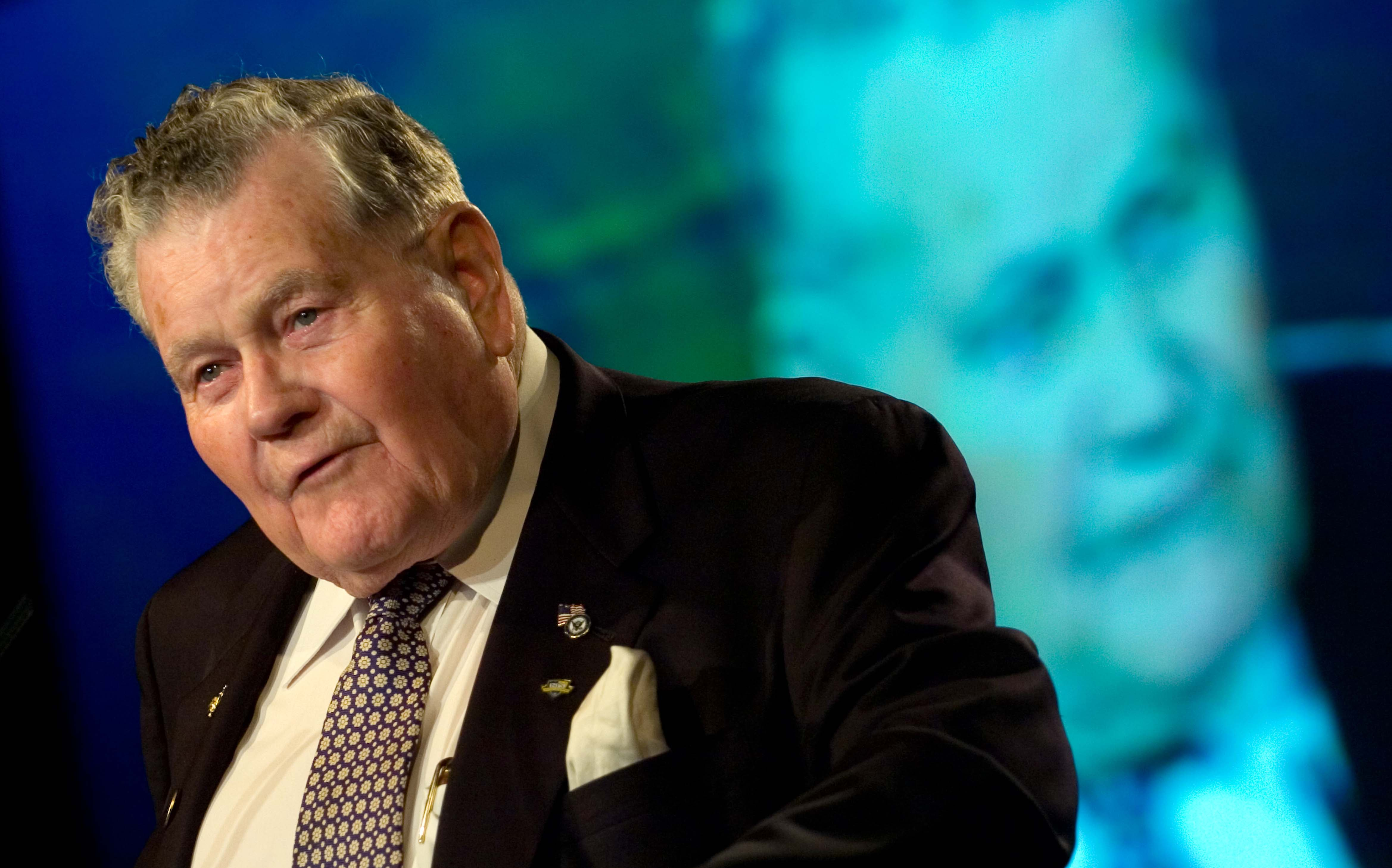
システム艦の唱道者、ウェイン・E・マイヤー

アメリカ海軍が生んだ最高の戦闘システムエンジニアと称されるウェイン・E・マイヤーは、システム艦装備の戦闘システムについて、下記のように定義している。
- センサー・システム
- C4Iシステム
  - 戦術級システム（戦術情報処理装置および戦術データ・リンク装置）
  - 交戦級システム（武器管制システムおよび射撃指揮システム）

- 武器システム
- 支援システム（電源、真水、空調など）

などが緊密に連接された総合体（Totality）
マイヤーは、このシステム構築により、デジタル化時代の艦は、アナログ時代の艦とは本質的に異なるものとなるであろうことを指摘した。

## 歴史

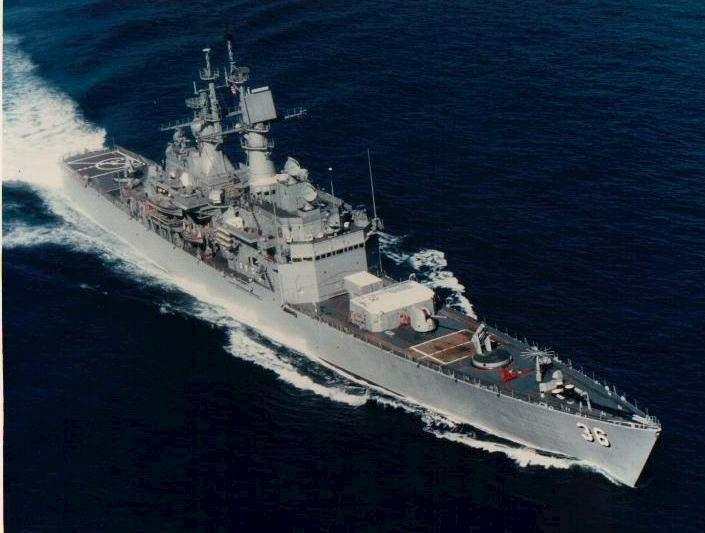
最初期のシステム艦、「カリフォルニア」

サイバネティックスの語源がギリシャ語で舵手を意味する単語にあることに象徴されるように、従来より、船はシステムとして開発されてきた。しかし、航空脅威の出現、および各種センサー類の発達とともに、艦橋での統制は困難となり、1940年代より、武器システムの統制権限は戦闘指揮所に委任されるようになった。また、従来の艦において採用されてきたアナログコンピュータにおいては、演算内容の柔軟性や絶対的な性能における制約ゆえに、C4Iシステムを交戦級より上位の階梯にまで拡大することは困難であり、必然的に、戦闘システムを構成する上記の各サブシステム間でのシステム統合は極めて不十分な状況にあった。
これに対し、絶対的な性能および汎用性に優れるデジタルコンピュータを導入することにより、C4Iシステムを戦術級以上に拡張し、これを中核として各サブシステムを緊密に連接したシステム・オブ・システムズとしてシステム構築を行なうことが可能となったのである。
1958年よりアメリカ海軍は、システム艦に装備する統合戦闘システムとして、タイフォン・システム（TWS）の開発を開始した。しかしこの計画は極めて野心的なものであり、実現には時間がかかることが予想されたことから、同時に、漸進的なシステム艦の開発・配備も進められることとなった。まず、艦隊における戦術級C4Iシステムとしての海軍戦術情報システム（NTDS）が開発され、これは1963年より配備が開始された。また、これと並行して、アナログコンピュータを使用してきた既存の交戦級C4Iシステムのデジタル化が進められ、これによって開発された武器管制システム（WDS）Mk.11は1964年より配備を開始した。
一方、統合戦闘システムの本命であったタイフォン・システムの開発は、要求性能の高さに対する技術水準の低さ、統合システムの開発への経験不足によって極めて難航し、1962年には実質的に打ち切られることとなった。これを受けて1963年、アメリカ海軍は先進水上ミサイル・システム（ASMS）計画を開始するとともに、1965年には、既存のデジタル化サブシステムを連接することによってシステム艦構築を目指してターター-D・システムの開発が開始された。ターター-D・システムの開発は予想より難航したものの、1974年よりカリフォルニア級原子力ミサイル巡洋艦に搭載されて運用を開始した。また同システムは西側諸国にも輸出され、海上自衛隊においてはたちかぜ型護衛艦に搭載されて1976年より就役を開始した。これは、海自初のシステム艦でもあった。
タイフォン・システムのコンセプトを引き継いで開始された先進水上ミサイル・システム（ASMS）計画は、官民合同でのコンセプト作成を経て、1969年には上記のウェイン・マイヤー大佐の指揮下にイージス計画と改称、1975年より洋上試験を開始した。そして、イージスシステムを中核としたシステム艦構築を目指し、少将に昇進していたウェイン・マイヤーをプロジェクト・マネージャーとして、イージス計画の全事業統括組織としてPMS-400が編成された。
マイヤーは、先行して就役したシステム艦であるターター-D・システム搭載艦などの開発プロセスを検討し、武器サイドの開発が先行し、船体サイドとの対話開始が遅れていることに問題があり、この状況が続く限り、システム艦としてのポテンシャルを十全に発揮しうるシステム開発は実現し得ないと結論付けた。この教訓に基づき、イージス計画においては、艦の設計段階より、システムインテグレーターとしてのPMS-400を頂点として、戦闘システムを開発するRCA社、船体を開発するインガルス造船所との間で対話が重ねられ、マイヤーの強力なリーダーシップによって、円滑な意思疎通が実現された。これにより、イージスシステムの初配備となったタイコンデロガ級ミサイル巡洋艦は、理想的システム艦であるイージス艦として完成されることとなった。イージスシステムは当初、従来の戦闘システムと同様、戦術情報処理装置を中核とした集中処理構造を採用していた。しかし2005年より就役したベースライン7において、分散コンピューティング構造に移行した。またアメリカ海軍においては、同様の分散構造を採用した艦艇自衛システム（SSDS）により、水上戦闘艦以外の戦闘艦においてもシステム艦としての構築が行なわれている。